# ディエゴ・ヨハネソン
- ディエギ・ヨハネソン

ディエギ（Diegui）こと、ディエゴ・ヨハネソン・パンド（Diego Johannesson Pando、1993年10月3日 - ）は、スペイン・アストゥリアス州ビリャビシオサ出身の元プロサッカー選手。元アイスランド代表。現役時代のポジションはDF。メディアによっては『ディエギ・ヨハネソン』と表記されることもある。

## 来歴
1993年にアイスランド人の父とスペイン人の母との間にビリャビシオサで生まれる。スポルティング・デ・ヒホンなどのカンテラを経て2011年にレアル・オビエドのカンテラに入団。2012年にテルセーラ・ディビシオン所属のBチームに昇格。翌2013年にトップチームに昇格し、2014年9月3日のコパ・デル・レイのSDアモレビエタ戦で、トップチーム初出場。以降主にセグンダ・ディビシオンでのシーズンを送りながらもチーム生え抜きの選手として活躍し、2017年7月には2019年までの契約延長に合意した。
2021年6月14日、アルバセテ・バロンピエに移籍した。

## アイスランド代表
2014年に父のアイスランド国籍を行使してアイスランド代表入りを目指すことを決意。2016年1月に代表初招集され、31日のアメリカ戦で、代表デビュー。その後アイスランド代表は、2017年に悲願のワールドカップ初出場を決め、更に抽選会では、アルゼンチン代表と同じD組に入ることが決まり、ヨハネソンはリオネル・メッシに対し「彼 (メッシ) にチーム全員分のユニフォームを交換してもらえるようにお願いするよ」と大興奮したものの、本大会の代表選考からは落選。ヨハネソン自身は2017年以降代表未招集となっている。